# W. Ross Ashby
Pour les articles homonymes, voir Ashby.
William Ross Ashby, né le 6 septembre 1903 à Londres et mort le 15 novembre 1972 à Tockington, est un psychiatre britannique, pionnier de la cybernétique. Ludwig von Bertalanffy le cite pour avoir influencé Norbert Wiener, Herbert Alexander Simon et d'autres.

## Biographie
Il a étendu aux monde des machines le concept biologique d'homéostasie, équilibre des fonctions vitales de la vie, par l'introduction d'un appareil, l'homéostat, qui présente cette caractéristique, nouvelle dans les années 1950, de combattre des interventions destinées à en perturber le fonctionnement. La machine rééquilibre dans une position fixe des plaquettes soumises à des courants contradictoires dans des bains acidulés entraînant des variations de positions qu'elle corrige d'elle-même pour ramener l'ensemble à une position moyenne fixe. Une démonstration de l'homéostat figure dans le court-métrage de Jean-Marie Piquint La Cybernétique (1964).
La Loi de la variété requise est la plus connue de celles énoncées par Ashby. La « variété » est le dénombrement de la quantité de comportements et d’états différents mesurés pour un système donné.
Pour qu’un système « A » puisse contrôler (à la fois « surveiller » dans la signification française et « commander » dans la signification anglaise) un système « B », il faut et il suffit que la variété de « A » soit supérieure ou au moins égale à celle de « B ». Il s’ensuit qu’une « inversion de contrôle » se produit lorsque la variété du « commandé » augmente et dépasse celle du « commandeur ». C’est la version cybernétique de la « dialectique du maître et de l'esclave » chez Hegel. À force de travailler au service du maître, l’esclave acquiert de plus en plus de compétences tandis que le maître perd ses compétences initiales à force de se faire servir et, alors, l’esclave devient le maître de son ancien maître, qui devient l'esclave de son ancien esclave !
Ashby a beaucoup travaillé sur l’augmentation de l’intelligence et participé aux travaux sur l’intelligence artificielle, sur la complexité reliée à la variété et sur les origines de l’ordre exprimées par le principe de von Foerster Order from Noise et le principe de Schrödinger Order from Order. Le premier est un processus stochastique du hasard et de la nécessité dans la perspective d'une explication cybernétique où une « réponse appropriée » aux contraintes de l'environnement et du contexte a de meilleures chances de survie, de développement et de reproduction parmi toutes les occurrences possibles ; le deuxième est un principe d’organisation par extension. Le principe Order from Noise est aussi un principe d’auto-organisation et de complexité. En Europe, Edgar Morin et Henri Atlan posent que la condition de l’auto-organisation est la « redondance » initiale élevée, qui n’est autre que la « variété » de Ashby. Ces principes sont étendus à l'étude, sous un éclairage nouveau, de nombreuses disciplines telles que le droit, les relations humaines, etc. sous l'influence de Louis Couffignal, Aurel David et Georges R. Boulanger.